# Kaschubische Seenplatte
Die Kaschubische Seenplatte (poln. Pojezierze Kaszubskie) ist eine Mesoregion sowie Seenlandschaft in der Woiwodschaft Pommern in Polen. Die Region ist 3000 km² groß und bis zu 329 Meter über NN hoch. Der höchste Berg ist die Wieżyca in der Kaschubischen Schweiz, dem höchstgelegenen Teil der Kaschubischen Seenplatte.

## Lage
Die Seenplatte liegt im Norden Polens. Sie ist Teil der Ostpommerschen Seenplatte. Im Norden schließt sich das Kösliner Küstenland – getrennt durch das Reda-Leba-Urstromtal und die Damnica-Hochebene, im Nordosten das Pobrzeże Gdańskie mit der Kaschubischen Küste, im Osten das Weichsel-Nogat-Delta, im Südosten die Pojezierze Starogardzkie (Seenplatte von Starogard)  und im Südwesten die Bory Tucholskie (Tucheler Heide) und im Westen das Polanów-Hochland an.

## Geologie
Die Kaschubische Seenplatte bestehen aus einer Vielzahl von Seen in einer Moränenlandschaft. Charakteristisch für diese Landschaft sind glaziale Rinnen zwischen den Hügeln, entstanden durch die abtragende Wirkung der Schmelzwässer beim Abschmelzen der Gletscher, die später die Seen aufnahmen.

## Seen

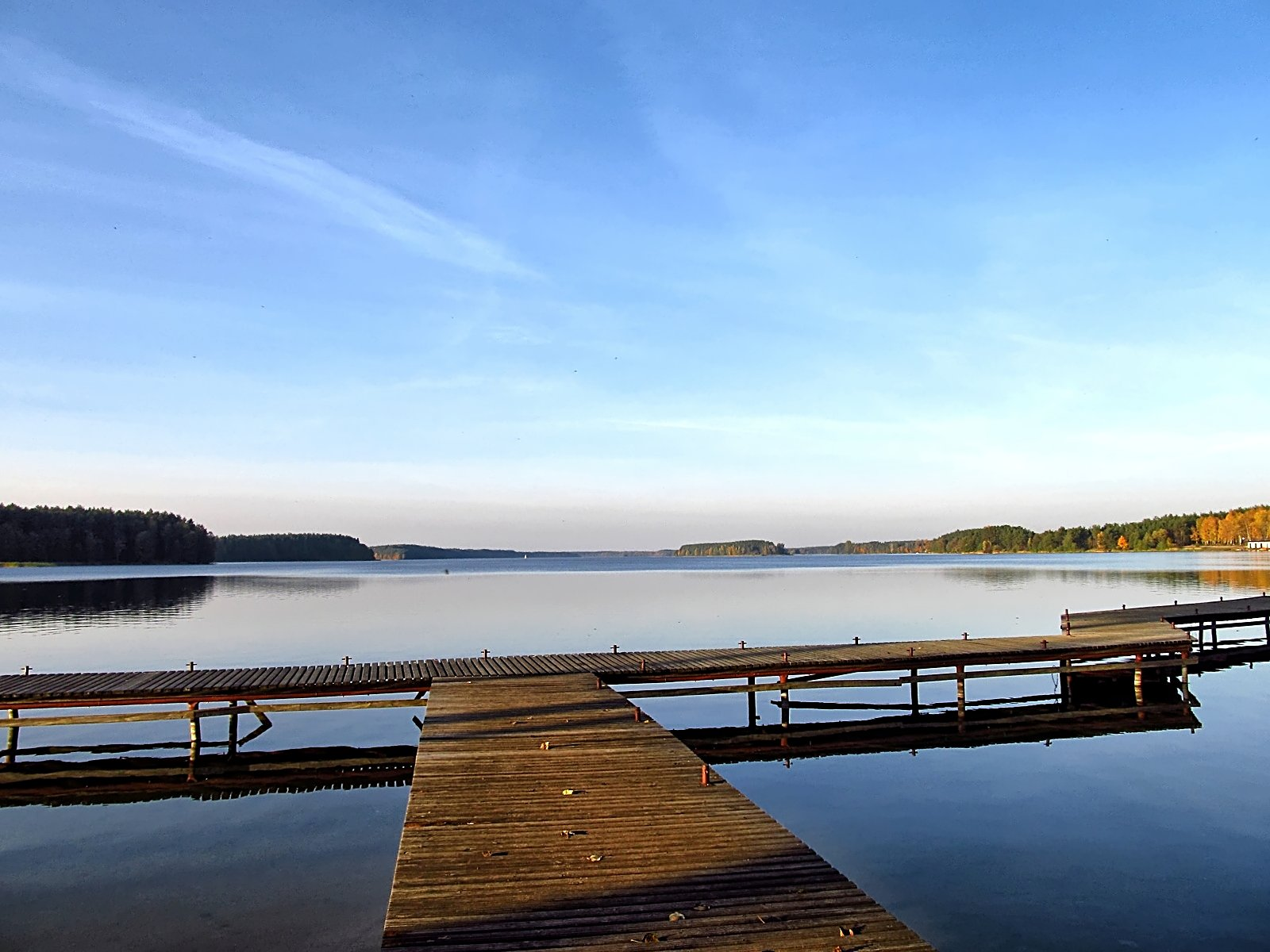
See Wdzydze

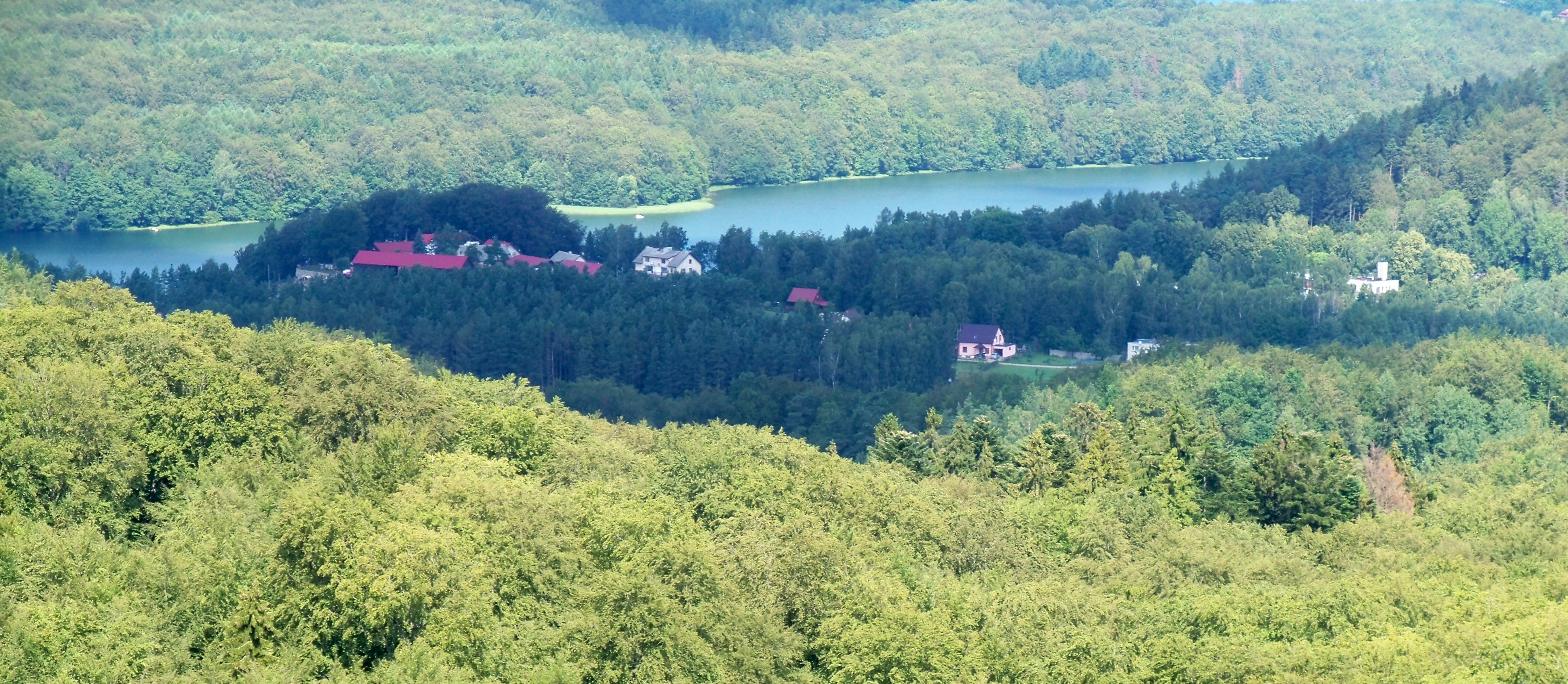
Kaschubische Schweiz vom Turm auf der Wieżyca

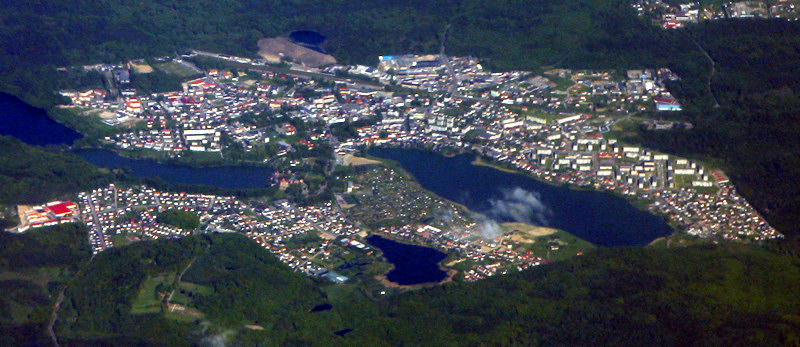
Luftbild von Kartuzy

- Wdzydze
- Jezioro Ostrzyckie
- Jezioro Raduńskie Górne
- Jezioro Raduńskie Dolne
- Jezioro Patulskie
- Jezioro Dąbrowskie
- Lubowisko
- Brodno Wielkie
- Małe Brodno
- Kłodno

## Flüsse
Die Kaschubische Seenplatte entwässert in die Weichsel oder auch unmittelbar in die Ostsee. Zu den Flüssen der Region zählen Radunia, Reda, Łeba, Motława, Wierzyca, Słupia, Łupawa.

## Moränen
Die Kaschubische Seenplatte ist höher gelegen als die südlich angrenzende Pojezierze Starogardzkie. Die höchsten Moränen sind bis zu 329 Meter über NN hoch.

## Besiedlung
Es liegen Kleinstädte wie Kościerzyna, Kartuzy und Żukowo sowie westliche Stadtteile von Danzig und Gdynia im Gebiet der Seenplatte.

## Natur
Das Gebiet besitzt zahlreiche Naturreservate.